# Bernhard von Keeß
Ritter Bernhard von Keeß (* 11. Oktober 1770 in Wien; † 28. Dezember 1800 in Villafranca di Verona) war ein österreichischer Offizier.

## Leben
Bernhard von Keeß war der Sohn des Hofrats Franz Georg von Keeß und dessen Ehefrau Ernestina (* 24. Januar 1754; † 10. März 1801 in Wien), Tochter von Raimund Albrecht von Albrechtsburg; zu seinen elf Geschwistern zählte auch der spätere Direktor des technischen Kabinetts Stephan von Keeß.
Sein Großvater war der Jurist und Musikliebhaber Franz Bernhard von Keeß (* 11. November 1720; †  30. Dezember 1795 in Brunn am Gebirge bei Wien).
Bernhard von Keeß besuchte die Neustädter Militärakademie (siehe Theresianische Militärakademie) und wurde nach Beendigung der Ausbildung als Stabskadett in das Infanterieregiment Freiherr von Laudon Nr. 29 versetzt.
Am 18. August 1788 erfolgte seine Beförderung zum Leutnant im K.u.k. Dragonerregiment Erzherzog Joseph; und noch im selben Jahr wurde er am 4. Oktober in einem Gefecht gegen die Türken (siehe Russisch-Österreichischer Türkenkrieg (1787–1792)) bei Orlowa verwundet.
Während des Ersten Koalitionskriegs gegen die Franzosen nahm er an den Gefechten in den Niederlanden am 14. September 1793 beim Mormaler Wald und am 15. Oktober 1793 bei Bouchin teil; zu diesem Zeitpunkt war er bereits Oberleutnant und Adjutant des Generals Heinrich von Bellegarde.
Im Januar 1795 wurde er zum Hauptmann im Generalstab ernannt und geriet als Kurier bei Texel in Gefangenschaft, konnte sich jedoch selbst befreien und flüchten, indem er durch den vereisten Zuiderzee schwamm.
Am 18. Juni 1796 führte er bei der Schlacht bei Wetzlar eine Chevauxleger-Einheit und erbeutete drei Kanonen mit ihren Munitionskarren.
Im April 1797 wurde er zum Major und Flügel-Adjutanten befördert und kam nach dem Frieden von Campo Formio in das Chevauleger-Regiment und spätere K.u.k. Dragonerregiment „Kaiser“ Nr. 11.
1799 nahm er im Zweiten Koalitionskrieg an den Kämpfen in Italien teil und war an der Gefangennahme von General Colli und dessen Nachhut beteiligt.
Er wurde in der Schlacht am Minco am 26. Dezember 1800 auf der Anhöhe von Valeggio derart verwundet, dass er am 27. Dezember 1800 als Oberstleutnant und Generaladjutant von General Heinrich von Bellegarde, an seinen Verletzungen verstarb.

## Orden und Ehrenauszeichnungen
Bernhard von Keeß erhielt für seine Leistungen während der Gefechte in Italien am 21. November 1799 das Ritterkreuz des Maria Theresien-Ordens.